# 沈光文
沈光文（1612年10月18日—1688年8月8日），字文開，號斯菴或作斯庵，浙江鄞縣（今属宁波市海曙区）人。南明時期的文人、政治人物，陸九淵門人沈煥的後裔，布政使沈九疇族曾孫；後半生因故流寓台灣，留下若干紀錄當時台灣風土民情的第一手資料，被譽為「海東文獻初祖」、「臺灣漢語古典文學之祖」，與張蒼水、徐孚遠並稱「東寧三子」。

## 生平

### 求學與考試
明萬曆四十年九月二十四日（1612年10月18日），沈光文生於浙江鄞縣，崇禎三年（1630年）參加鄉試，中副榜。崇禎九年（1636年），以明經貢太學，入北京國子監，後轉南京國子監。:30。

### 南明
崇禎十七年（1644年），李自成大軍攻入北京，4月25日崇禎帝自縊，是為甲申之變。沈光文隨黃宗羲避歸浙東。弘光元年（1645年），沈光文參預瀝錢家軍，魯王朱以海授為太常博士。明年（1646年）沈光文參預畫江之師。:41-455月到6月，清軍攻破浙江、福建一帶，魯王撤退至舟山群島一帶，由於舟山守將拒絕接納進駐，跟隨魯王的人士在舟山附近海上漂流數月。1646年9月，控制廈門的鄭聯與鄭彩勢力接魯王到廈門。1648年清軍打下廈門，魯王移駐浙江，沈光文暫時脫離魯王南至廣東。
永曆五年（1651年）2月，清軍破廈門及舟山，魯王的人馬避到金門，沈光文前往金門會合。不久，廈門與金門成為鄭成功的勢力範圍，魯王等人就滯留金門，但鄭成功惡遇魯王，以致沈光文等人生活窮困。:21-23

### 到達臺灣
1662年6月鄭成功過世，鄭氏王朝陷入王位繼承爭奪，鄭成功許多留在金門的將領紛紛向清國投降，沈光文在當年農曆7月，帶家眷買船要移居泉州時，遭遇颱風被帶到台灣。沈光文到台灣後短暫住在府城街上，不久就移至目加溜灣，也就是現在的善化居住。晚年沈光文組織「東吟詩社」，定居於目加溜灣社（今臺南市善化區）時，對當地原住民做出了一些醫療、文教方面的貢獻。

### 身後
清康熙二十七年七月十三日（1688年8月8日），沈光文病逝，葬於目加溜灣社（今善化區坐駕里）。

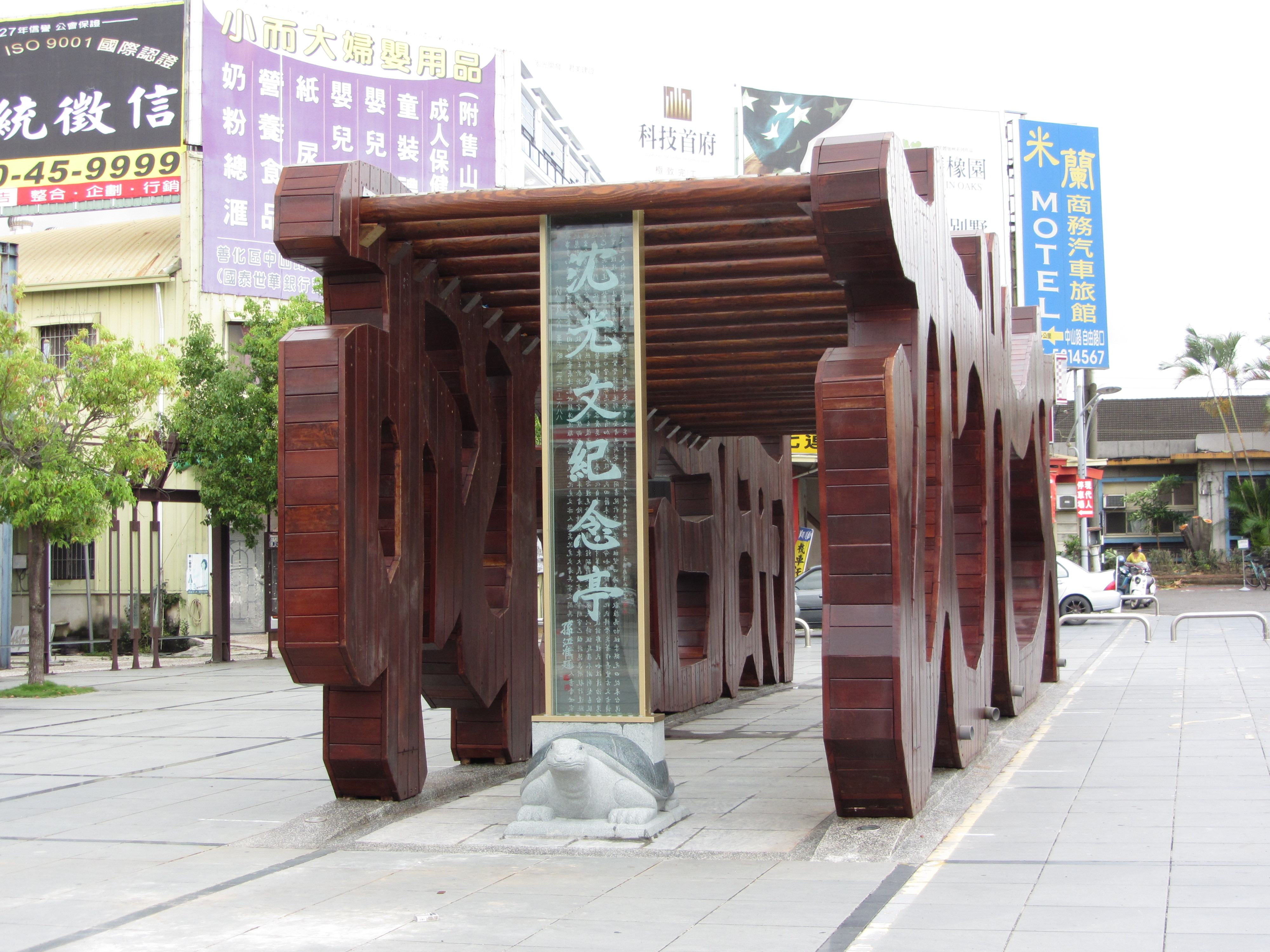
善化車站前的沈光文紀念亭。

沈光文以及隨鄭軍入台的儒士，例如王忠孝、辜朝薦、郭貞一、李茂春、許吉燝等人以詩文寫下了台灣第一批漢字的文學作品，在文學史上具有特殊的意義。尤其沈光文本人獨自在台流寓多年，留下一些感時懷身和記述當地風土民情的詩文；其中後者尤為可資研究十七世紀以前島上情形，極為珍貴的第一手文字資料。

## 赴臺時間之爭論
有關沈光文到達臺灣的時間，正確記載的文獻直到1984才重新出土，確認沈光文是在1662年鄭成功去世不久後，因在海上遭遇颱風而到臺灣的。
由於各式文獻記載長期混亂，對沈氏來台時間的研究有1649、1651、1656、1662年等多種說法。官方則多偏向認為沈氏比鄭成功還要早到台灣，譬如2015年11月2日，台南市善化區區長仍然說：「沈光文於明永曆5年（1651年）來台，從事教化庶民的志業，努力提升文化工作，教育不分貴賤、漢番，有教無類，被喻為『台灣孔子』，市政府也以『開台文化祖師』尊稱。」

### 相關文獻資料
目前討論沈光文抵達臺灣時間記載，最早的記錄，是1685年（康熙24年）出版的季麒光著《蓉洲文稿》，書中的〈沈光文傳〉記載：「……辛卯（1651）年，從肇慶至潮州，由海道抵金門；督院李公聞其名，遣員致書幣邀之，斯菴不就。七月，挈其眷買舟欲入泉州；過圍頭洋，遇颶風，飄泊至臺。……」 :18
後來的記載就依《蓉洲文稿》的記載調或增加文字記錄。1724年（雍正2年）出版的黃叔璥著《臺海使槎錄》，書中的〈沈文開傳〉記載：「……辛卯（1651）年，從肇慶至潮州，由海道抵金門；當事書幣邀之，不就。七月，挈眷買舟赴泉；過圍頭洋，遇颶風，飄泊至臺。……」 :34
1745年（乾隆10年）沈光文同鄉全祖望的《鮚埼亭集》出版，書中的〈沈太僕傳〉記載：「……辛卯（1651）由潮陽航海至金門。閩督李率泰方招來故國遺臣，密遣使以書幣招之。公焚其書，返其幣。時粤事不可支。公遂留閩，思卜居於泉之海口。挈家浮舟，過圍頭洋口，颶風大作，舟人失維，飄泊至臺灣。時鄭成功尚未至，而臺灣爲荷蘭所據。……」:36
```
 這些文章雖都認為沈光文於1651年到臺灣，但後面文句提及當時的政府官員是1658到1664年間擔任福建總督的
李率泰
，明顯有時間錯誤，故沈氏抵台的時間點一直眾說紛紜。上述文章皆提及，沈光文是由於當時的清國官員邀他見面，沈氏乘船要過去時卻被颱風帶到臺灣。在季麒光的〈沈光文傳〉是「督院李公」，全祖望的〈沈太僕傳〉是「閩督李率泰」。但是，清時期李率泰擔任
閩浙總督
的時間是自1656年至1658年，1658年後，浙閩兩省各設總督，李率泰於1658年至1664年改擔任福建總督。而1651年時的浙閩總督是
陳錦
，不是李率泰。
[
6
]
```

```
 1984年，
廈門大學
重新點校出版
蔣毓英
於1689年纂修的臺灣第一本志書《
臺灣府志
》，書中有關沈光文的記載是：「……辛卯（1651）年，從肇慶至潮州，由海道抵金門。
壬寅
（1662），八閩總制李公率泰聞其名，遣員致書幣邀之，斯菴不就。七月，挈其眷買舟欲入泉州；過圍頭洋，遇颶風，飄泊至臺，不能返棹，遂寓居焉。……」 
[
7
]
:254
```

由上述新史料可知，最早記載沈光文的《蓉洲文稿》〈沈光文傳〉付梓時，在「斯菴不就。」與「七月，」之間，漏印「壬寅」（即1662年）二字。:111-114

## 著作
沈光文流傳於世的著作有《文開詩文集》三卷，以及《流寓考》一卷，《台灣賦》一卷，《草木雜記》一卷，《台灣輿圖考》一卷。

## 紀念

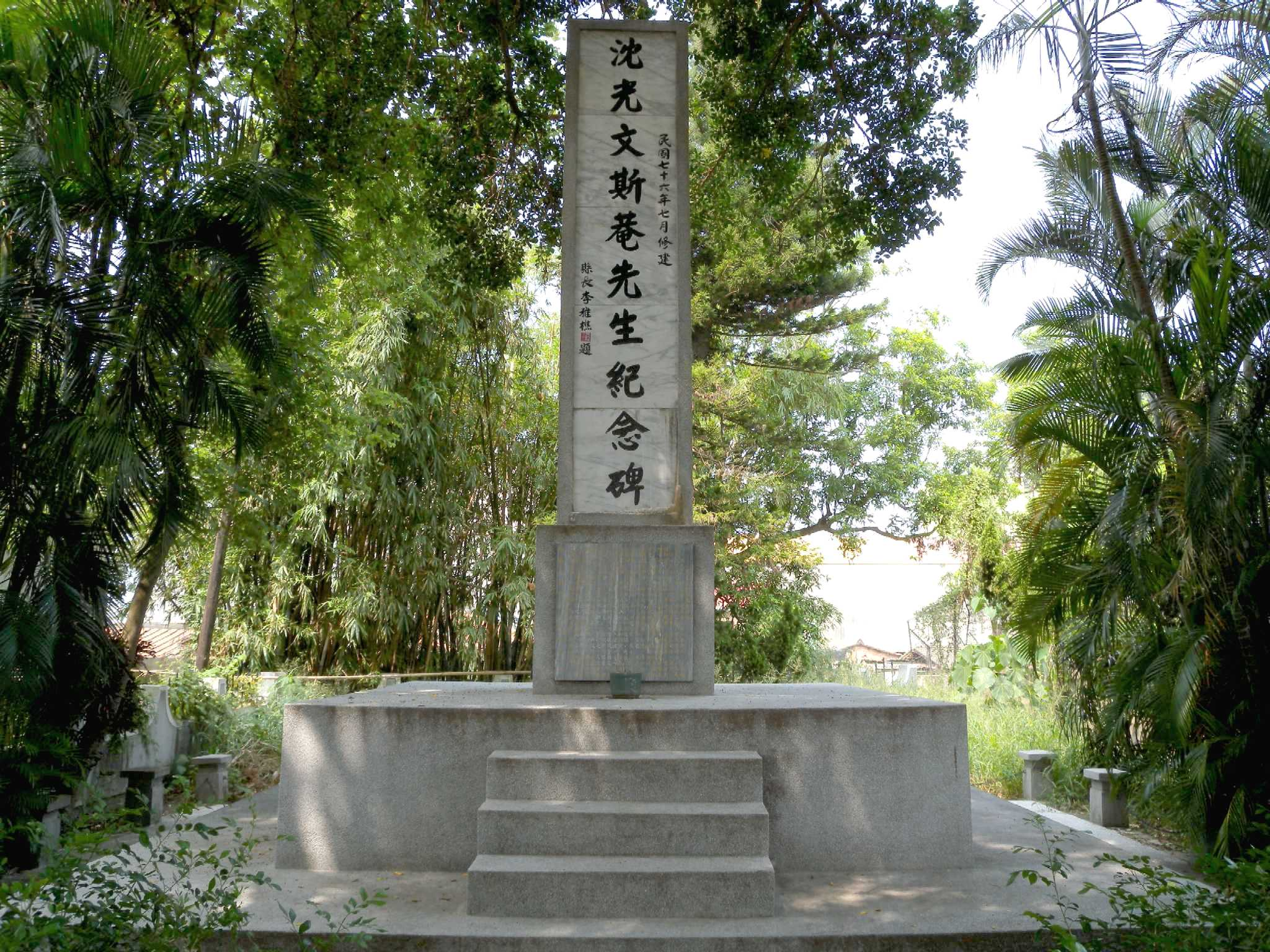
沈光文紀念碑

後人為紀念沈光文事蹟，除了建有紀念碑，還有以其為名的道路、橋樑等等以資紀念。在台南市善化區有關的紀念名稱，有光文里、光文路、光文陸橋（又稱北仔店陸橋）、斯庵橋（位於光文路）、光文樓（位於善化國中內）、沈光文紀念碑（位於光文路北側，於1978年9月建立）、沈公光文教學處遺址紀念碑（位於善化國中前、於1998年10月建立）、沈光文紀念廳（位於善化慶安宮內，於2006年1月22日開館）；在彰化縣鹿港鎮，有縣定古蹟文武廟內的文開書院以及戰後改名的「文開國小」（日本時代為鹿港第二公學校）。於1982年10月1日（中秋節）入祀善化慶安宮與五文昌帝君並列供奉。沈光文紀念亭（位於善化車站前，2012年9月23日落成啟用）。
台南一中的校歌歌詞中亦有「思齊往哲　光文沈公」句以紀念沈光文。
沈光文的故乡浙江省宁波市将原沈氏宗祠辟为沈光文纪念馆，以示纪念，2017年1月被确立为浙江省文物保护单位。

## 家庭
沈光文先後娶有三個妻子，分別是舒氏、陳氏與溫氏:38。舒氏疑似無子，溫氏也沒有生下子女:38。
有子沈種，次子早喪，沒有女兒:38。沈種（？-1744年）字晉，號紹宏，清雍正年間獲得賜地在他里霧社（今雲林縣斗南鎮、大埤鄉一帶）墾荒，後來成為首富，逝世後葬於目加溜灣社（今臺南市善化區溪美里）:38。沈種與元配生有五男一女，五個兒子分別是沈美茂、沈美雲、沈美世、沈美善、沈美殷:38。後來續絃胡氏，生有二子，分別是沈美諧、沈美諒:38。後代分成七房後，除沈光文長孫沈美茂一系留在目加溜灣社一帶，其他六房都遷往他里霧社一帶發展:38。

## 延伸阅读
[在维基数据编辑]
 在维基文库阅读此作者作品（ 在维基共享资源阅览影像）
 《清史稿/卷500》，出自趙爾巽《清史稿》

## 外部連結
- 翁佳音，〈史實與詩：明末清初流寓文人沈光文的虛與實〉 （页面存档备份，存于）
- 謝淑容，〈沈光文入臺時間的另一種解釋----以沈光文金門詩推論〉 （页面存档备份，存于）
- 寧波文化網•歷代先賢•沈光文
- 綜觀善化文化•沈光文紀念廳 （页面存档备份，存于）
- 善化區公所：沈光文紀念碑